# 르완다어 위키백과

르완다어 위키백과는 르완다어로 운영되는 위키백과 언어판이다. 2002년 6월 3일에 시작되었다. 기호는 rw이다.